# Neoplatymops mattogrossensis
Molossops mattogrossensis — вид рукокрилих родини молосових.

## Середовище проживання
Країни мешкання: Бразилія, Колумбія, Гаяна.

## Морфологія
Морфометрія. Усереднені дані по 10 зразкам чоловічої статі: довжина голови й тіла: 53,5 мм, хвоста: 25,4 мм, задньої ступні: 7,8 мм, вух: 13,55 мм, передпліч: 30 мм, вага: 7,5 г. Усереднені дані по 6 зразкам жіночої статі: довжина голови й тіла: 51 мм, хвоста: 23,67 мм, задньої ступні: 7,8 мм, вух: 14,5 мм, передпліч: 29,75 мм, вага: 7,15 г.

## Стиль життя
Харчується переважно жорсткокрилими продуктами харчування: Hemiptera, Lepidoptera, Homoptera, Hymenoptera, Diptera, Orthoptera і Balttodea.